# The Best Years
The Best Years é uma série de televisão canadense que se passa em Boston, Massachusetts. O drama envolve Samantha Best, que recebe uma bolsa de estudos na Charles University. No Brasil, a série foi adquirida pelos executivos da Sony Entertainment Television foi exibida pelo canal Animax.

## Elenco
- Samantha Best - Charity Shea
- Devon Sylver - Brandon Jay McLaren
- Kathryn Klarner - Jennifer Miller
- Dawn Vargaz - Athena Karkanis
- Trent Hamilton - Niall Matter
- Noah Jensen - Randal Edwards

## Episódios

### Temporada 1
- Vertigo
- Notorious
- It Should Happen to You
- From Here to Eternity
- Secrets and Lies
- Girl, Interrupted
- Shadow of a Doubt
- All That Heaven Allows
- Reality Bites
- Cruising
- Guess Who's Coming to Dinner
- Five Easy Pieces
- Mommy Dearest